# Erythrina variegata
Espèce
Erythrina variegata (la Digitale variée, Zardena panaché, Griffe de tigre, Arbre corail indien, Arbre à corail, Corail) est une espèce de plantes à fleurs de la famille des Fabacées. C’est un arbre originaire d'Asie et d'Océanie subtropicale et tropicale (Chine, Cambodge, Inde, Indonésie, Japon (îles Ryukyu), Laos, Malaisie, Myanmar, Philippines, Sri Lanka, Thaïlande, Vietnam, Australie, îles du Pacifique comme la Nouvelle-Calédonie). Elle s’est naturalisée dans beaucoup de pays tropicaux ou subtropicaux où elle a été introduite.
Cette espèce est aussi appelée Peuplier kanak en Nouvelle-Calédonie, Arbre à baleine ou ‘atae, à Tahiti, et Immortelle (créole : Mòtèl), Holocauste aux Antilles françaises,, Nourouc, Pignon d’Inde à La Réunion.
L’arbre est planté sous forme de bouture pour faire des haies vives ou comme arbre ornemental. Diverses parties de l’arbre servent en médecine traditionnelle.

## Étymologie
Le nom de genre Erythrina vient du grec ἐρυθρός, eruthros « rouge (nectar, vin, cuivre, sang etc.) » (Bailly), par référence à la couleur des fleurs du genre.
L’épithète spécifique variegata vient du latin variego « varier ».

## Nomenclature
En 1741, est publié post-mortem par le botaniste néerlanday Rumphuis, une description de l’espèce sous le nom de Gelala alba, dans Herbarium amboinense, 2: 234, t. 77 (un catalogue de la flore de l'île d'Amboine dans l'archipel des Moluques, dans l'actuelle Indonésie).
En 1754, Carl Linné et Olof Strickman publient une liste de correspondance entre les noms donnés aux plantes par Rumphius et les noms latins de Linné. Le lectotype est donc : "Gelala Alba" in Rumphius, Herb. Amboin., 2: 234, t. 77, 1741.

## Synonymes

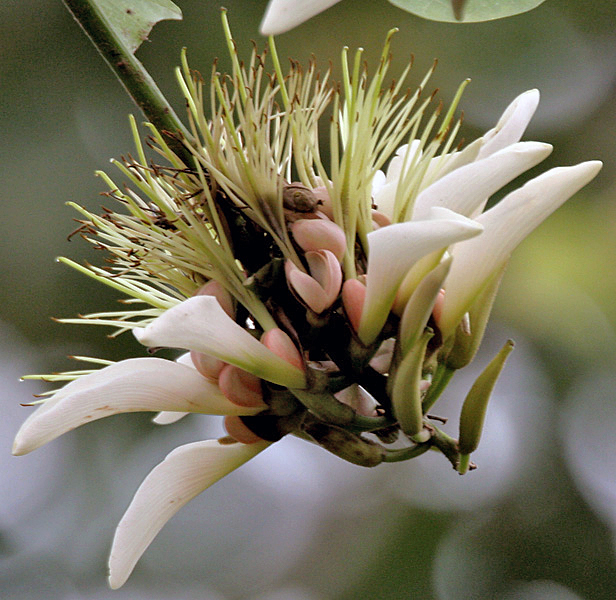
Variété alba (Inde)

L’espèce est largement répandue et a donc pu être l’objet de descriptions indépendantes nombreuses, à une époque où l’information circulait peu.
Tropicos reconnait 37 synonymes. En voici quelques-uns, :
- Chirocalyx candolleanus Walpers
- Corallodendron divaricatum (Sessé & Moc. ex DC.) Kuntze
- Erythrina alba Cogniaux & Marcha
- Erythrina divaricata DC.
- Erythrina indica Lam.
- Erythrina variegata fo. alba Mahesh.
- Erythrina variegata fo. orientalis Mahesh.
- Gelala alba Rumph.
- Tetradapa javanorum Osbeck

## Description
L'espèce se présente comme un arbre élancé, pouvant atteindre 20 m de hauteur. L’écorce est brun foncé à noirâtre. Les racines restent en général en surface, à moins de 30 cm de profondeur, toutefois chez les sujets âgés les racines sont plus profondes.
Les branches et rameaux sont couverts d’aiguillons bruns, droits et petits mais acérés.
Les feuilles sont pennées à 3 folioles, généralement groupées à l’extrémité des branches. Elles sont portées par des pétioles de 10 à 15 cm. Les folioles de 15–30 cm de long et de large, sont largement ovales ou rhomboïdes-ovales, glabres sur les deux faces. Les feuilles tombent en général juste avant et durant la saison de floraison.
L’inflorescence est un racème terminal de 10–16 cm, à pédicelles très rapprochés. La fleur est zygomorphe papilionacée, avec le calice en forme de spathe, de 2–3 cm, la corolle rouge écarlate (ou blanche) de 6–7 cm, dont le pétale supérieur (étendard) de 5–7 cm de long sur 2,5–3 cm, est fortement réfléchi dans la fleur complètement épanouie.
Le fruit est une gousse, subcylindrique, légèrement étranglée entre les graines, de 12-20(-30) cm de long sur 2–3 cm de diamètre. Les graines sont brunes, réniformes, de 13–20 mm de long sur 8–12 mm. Elles flottent et peuvent être dispersées par les courants océaniques.
En Chine, la floraison a lieu en février-mars et la fructification en avril-août. Aux Antilles françaises, la floraison a surtout lieu en mars-mai.
Variétés :
- var. variegata se reconnait facilement par ses folioles panachées de jaunâtre, très décoratives, commune comme plante ornementale dans le Pacifique
- var. orientalis (L.) Merr. est le type sauvage
- var alba, possède des fleurs blanches
- cv ‘Tropic Coral’ est le cultivar utilisé pour les piquets de clôture et les brise-vents, en raison de sa forme colonnaire et de ses branches érigées. Ce cultivar est probablement originaire de Nouvelle-Calédonie et a été répandu dans d’autres régions tropicales et tempérées chaudes comme l’Australie, le sud de la Floride.

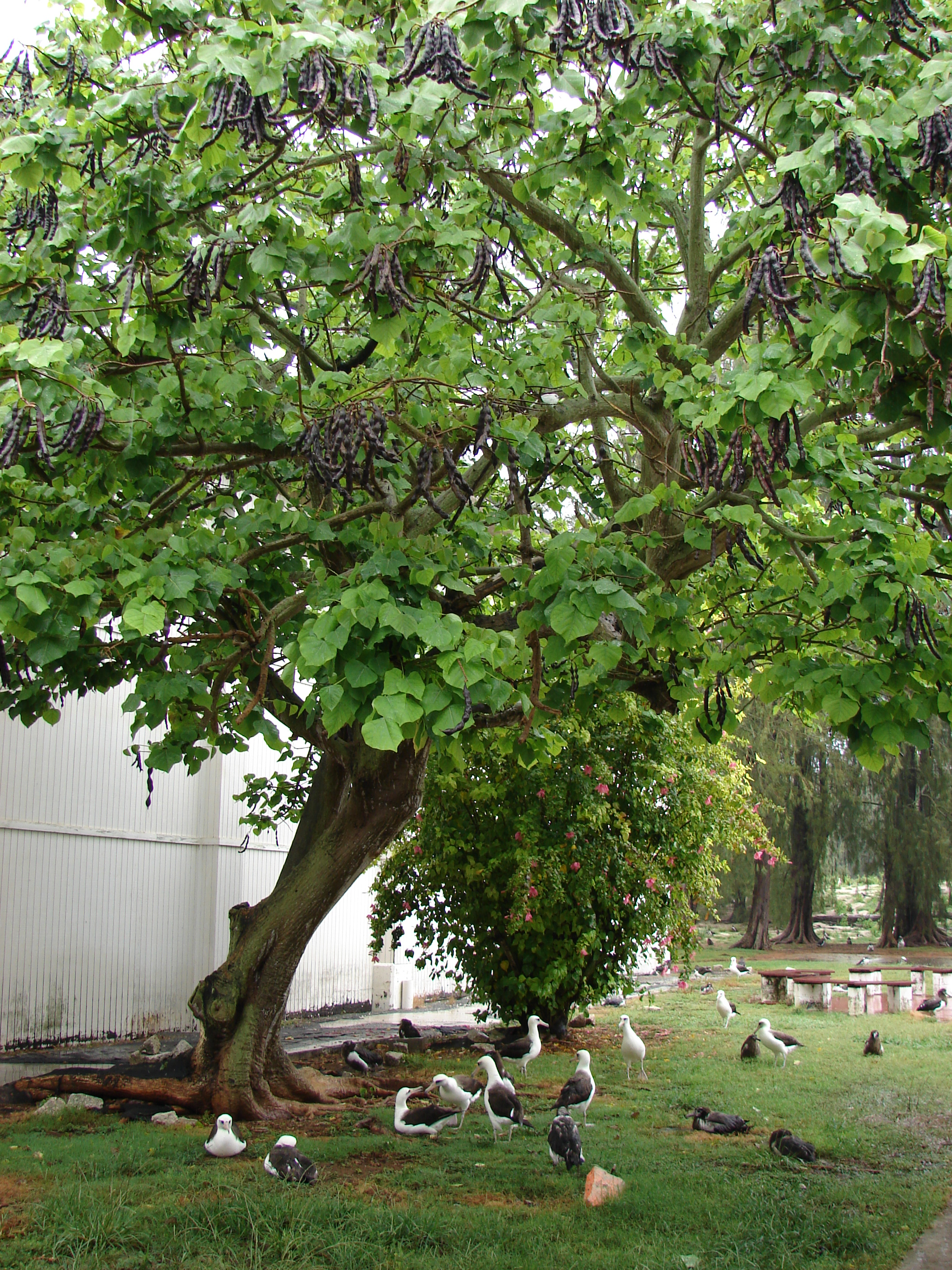
E. variegata (avec albatros), Îles Midway.
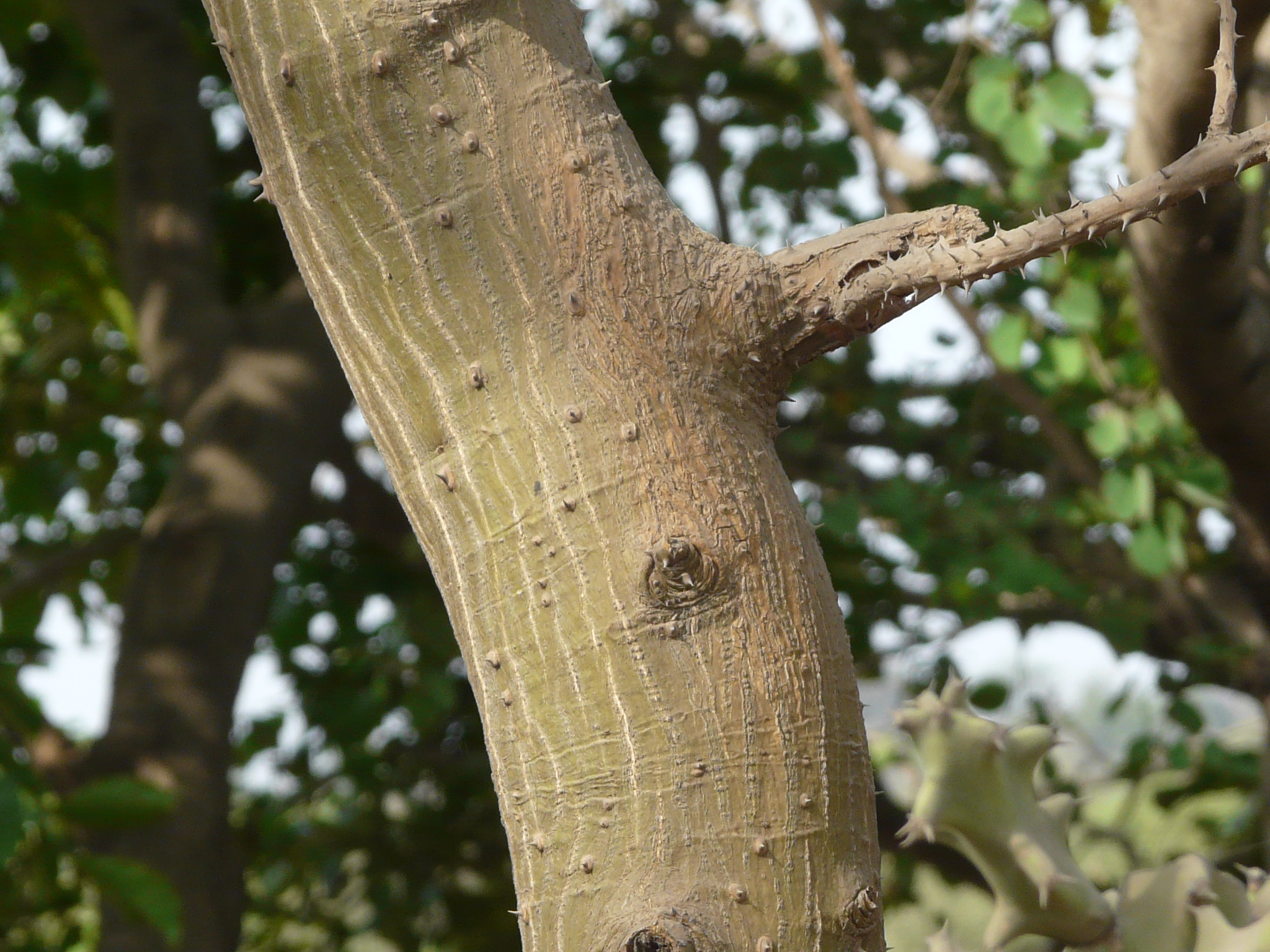
Tronc.
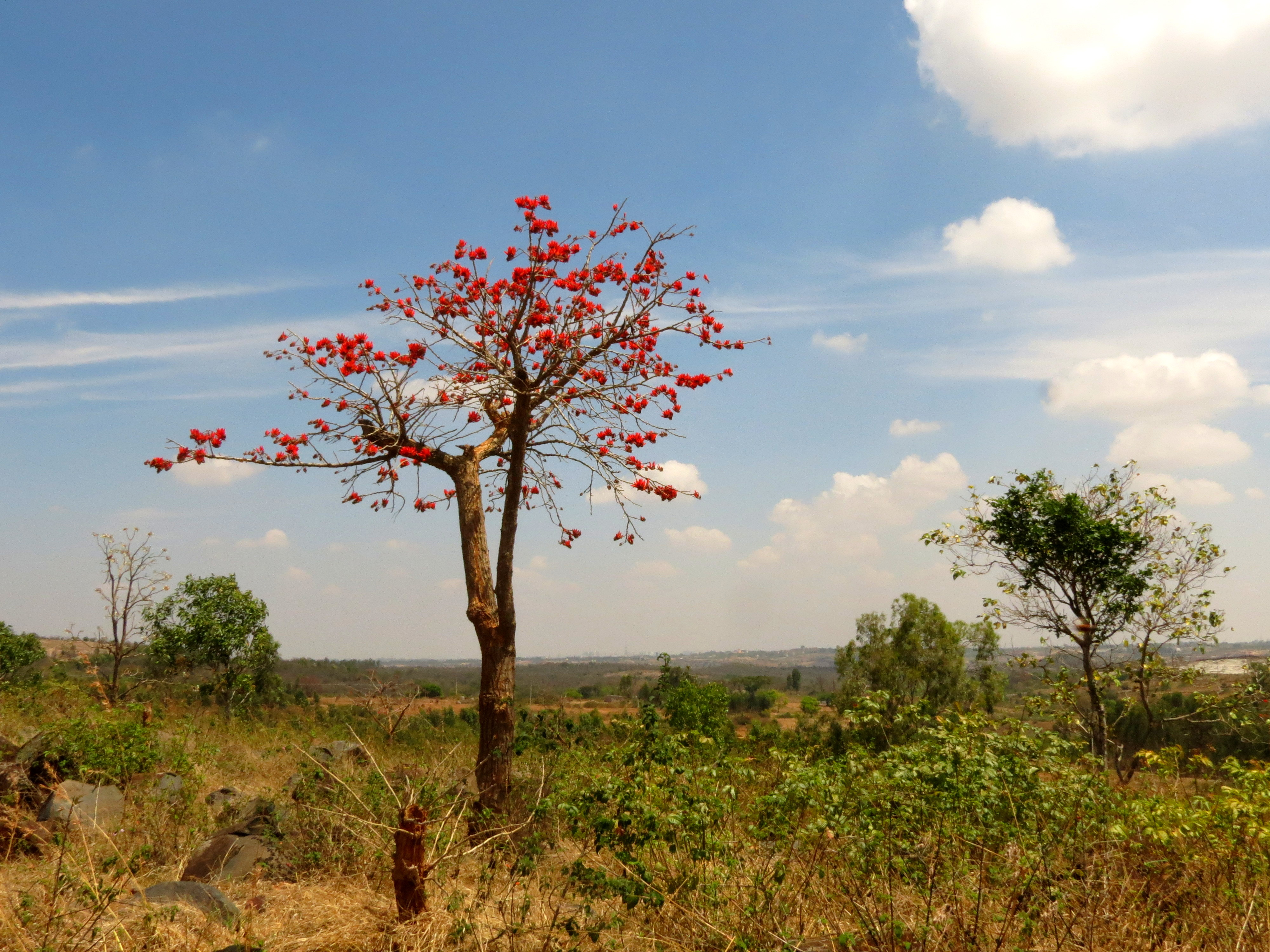
Arbre en fleur, sans feuille.
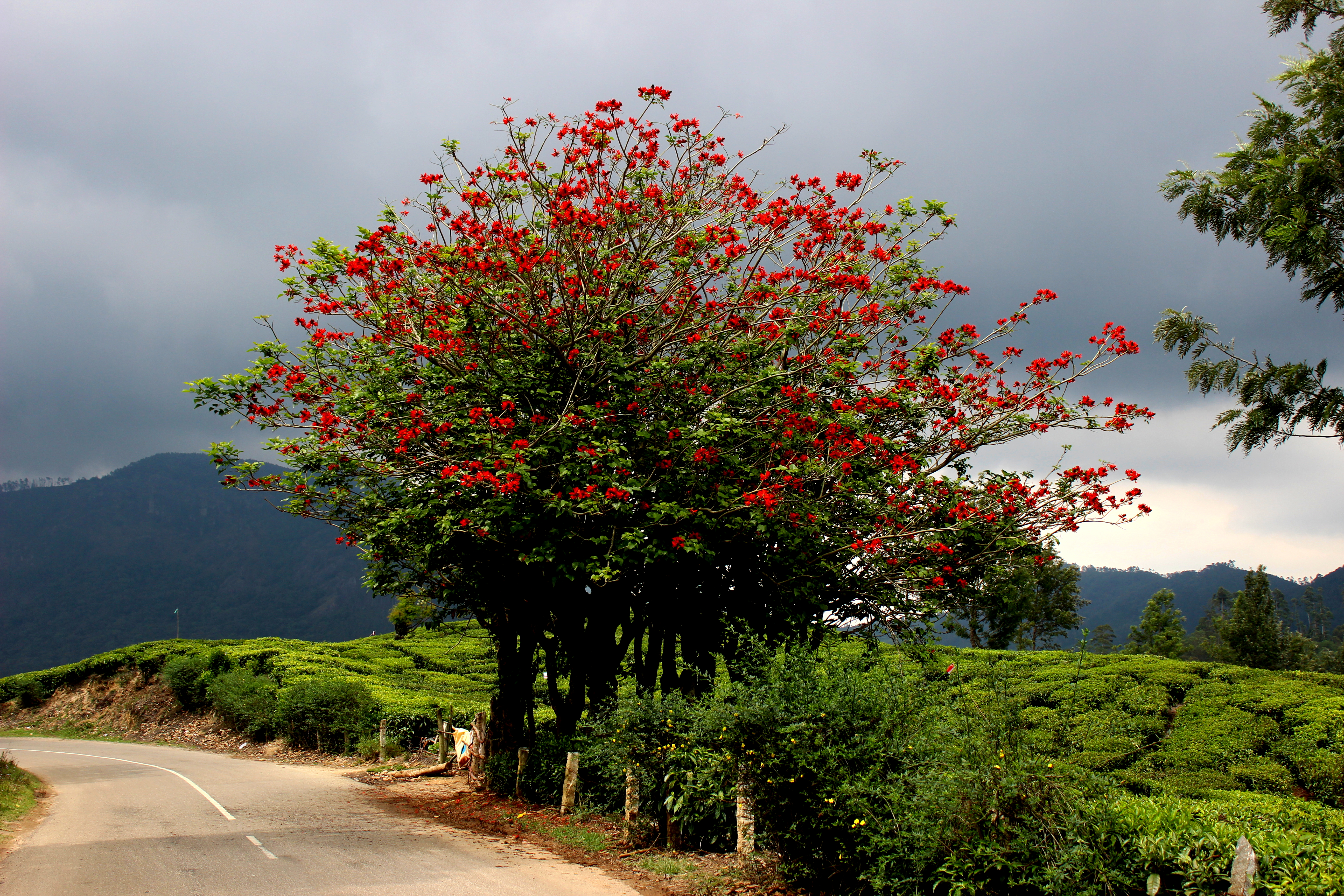
Arbre en fleur, appelé  Indian coral tree, au Kérala .
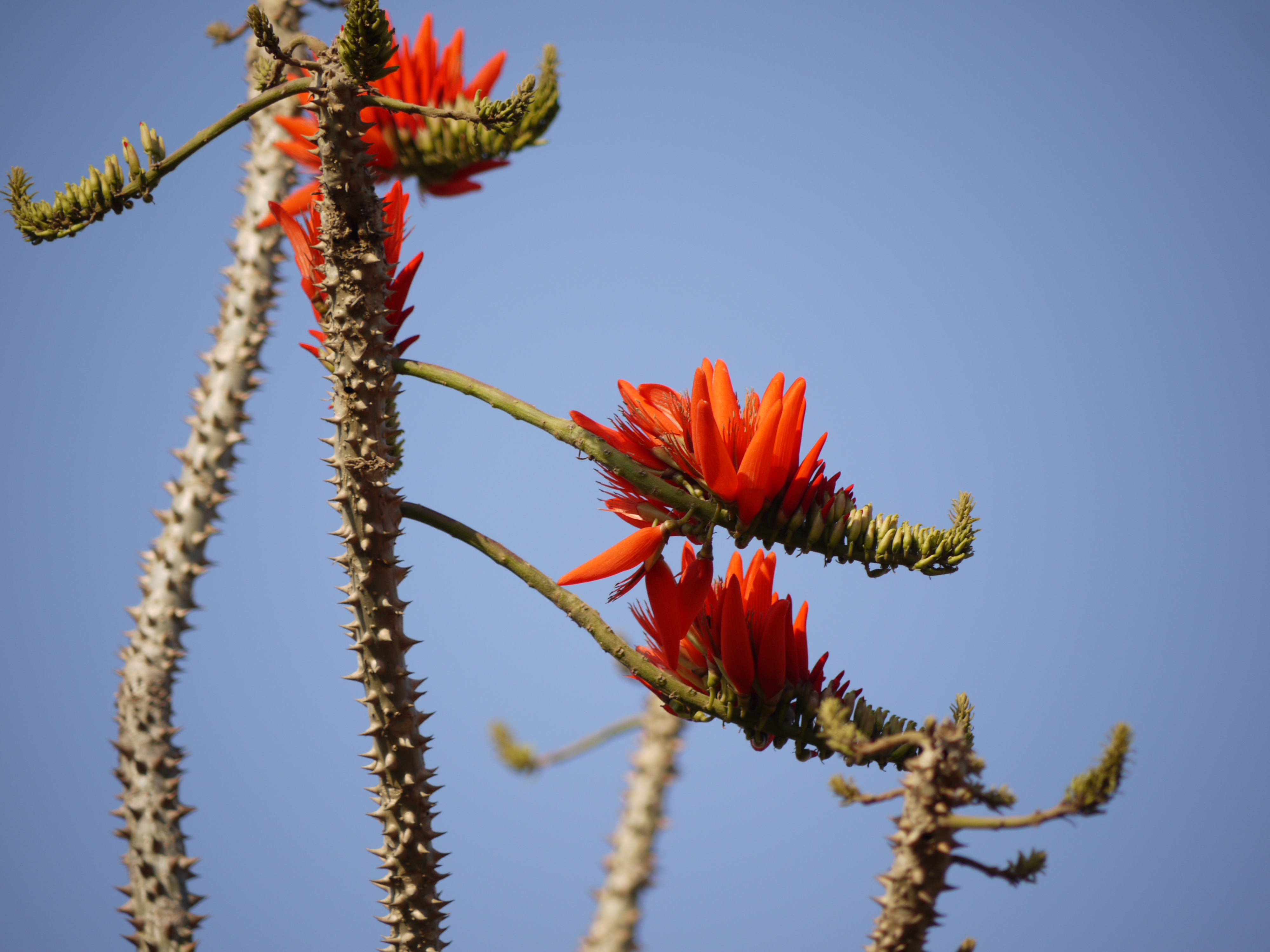
Inflorescences (Inde)
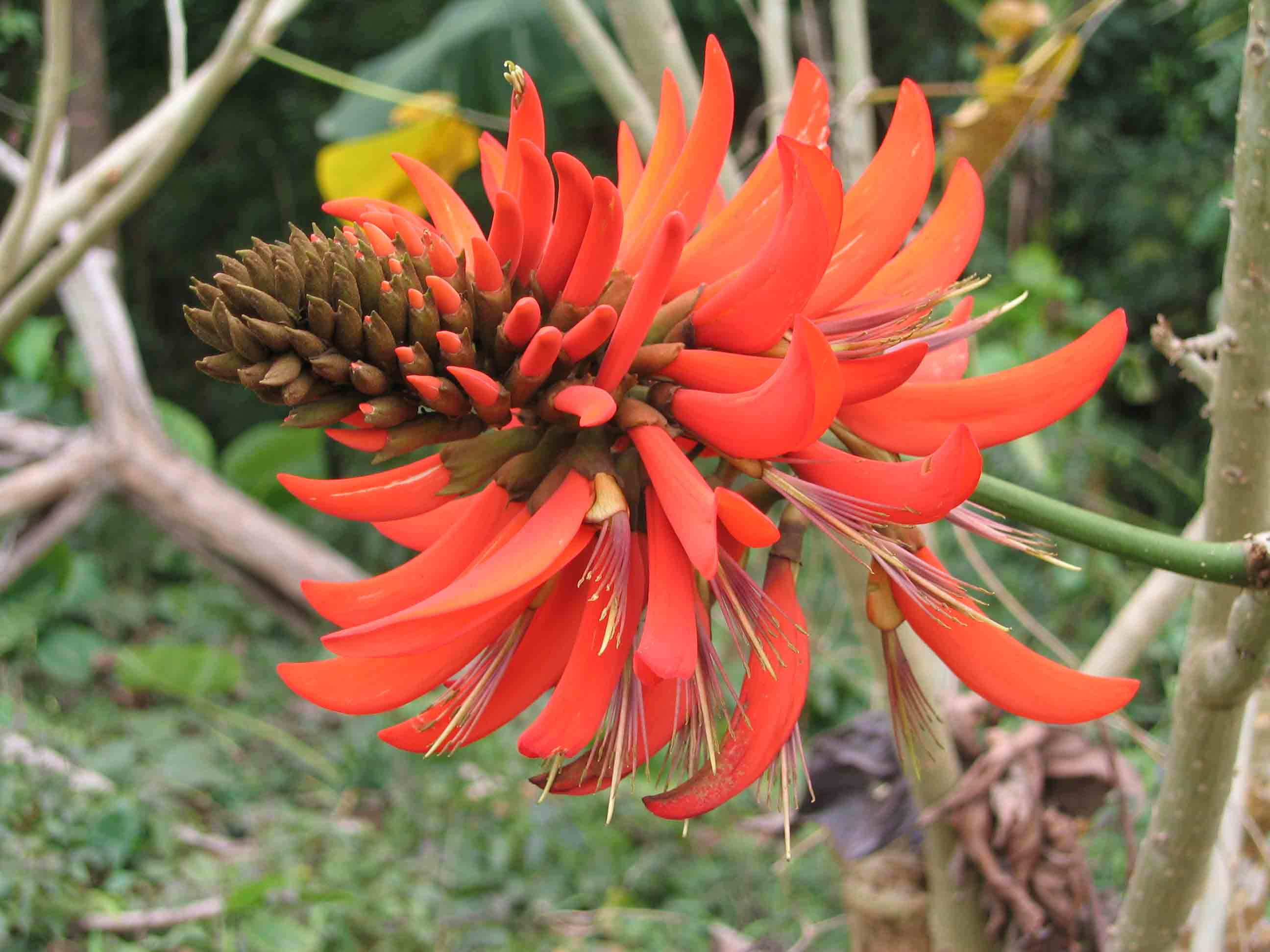
刺桐 E. variegata (Hong Kong).
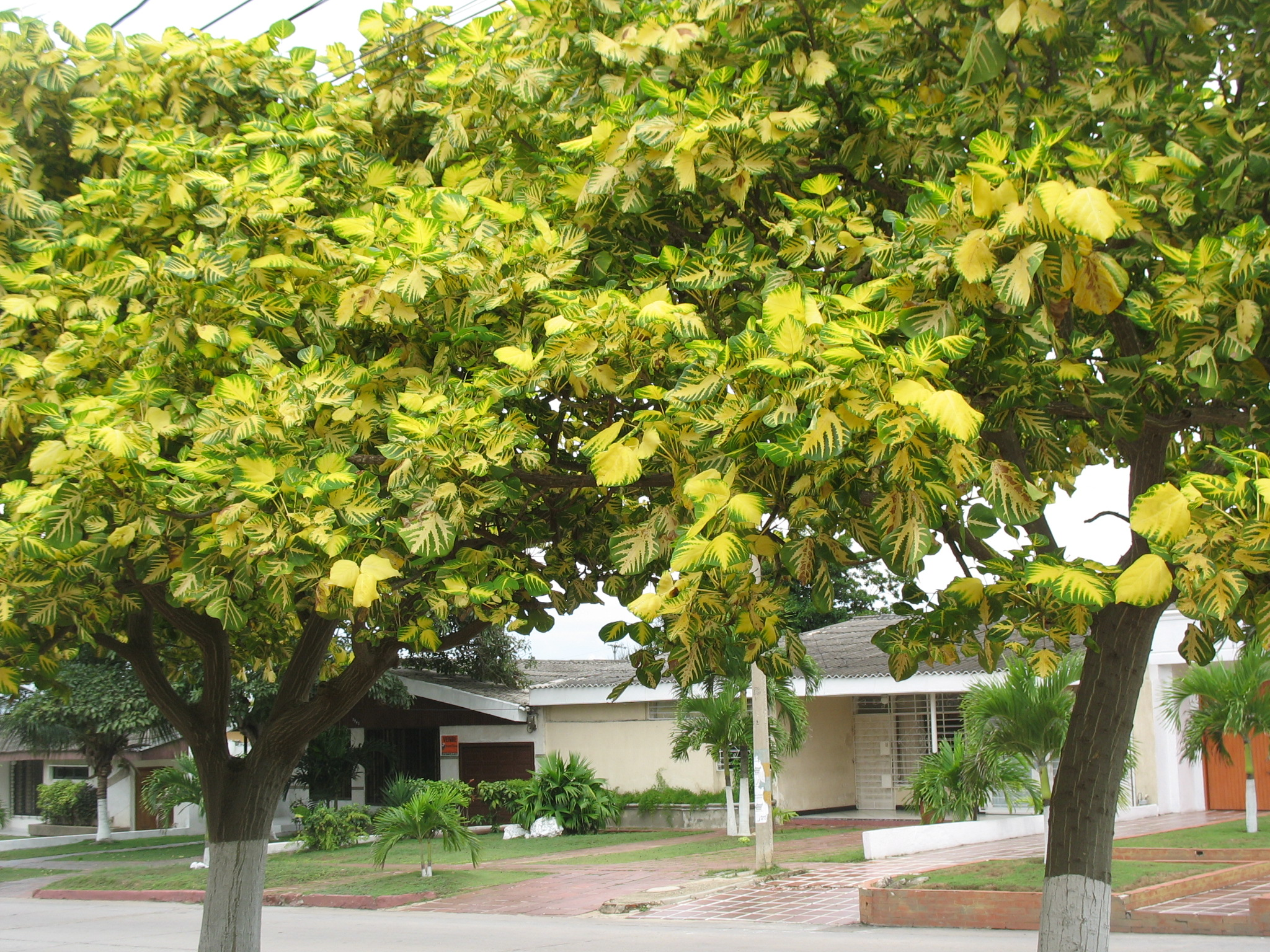
E. variegata variegata, folioles panachées de blanc jaune (Colombie).
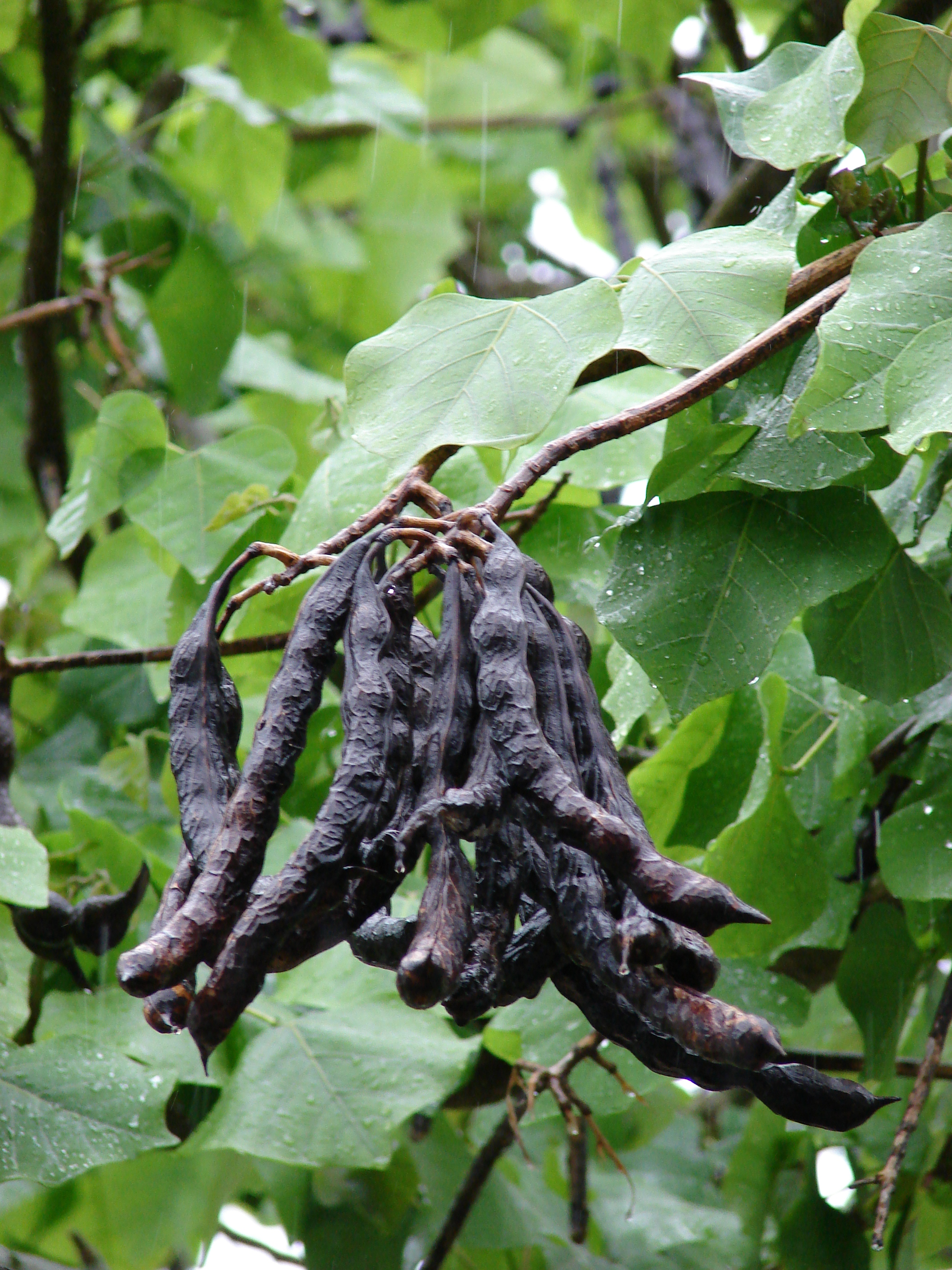
Gousses.
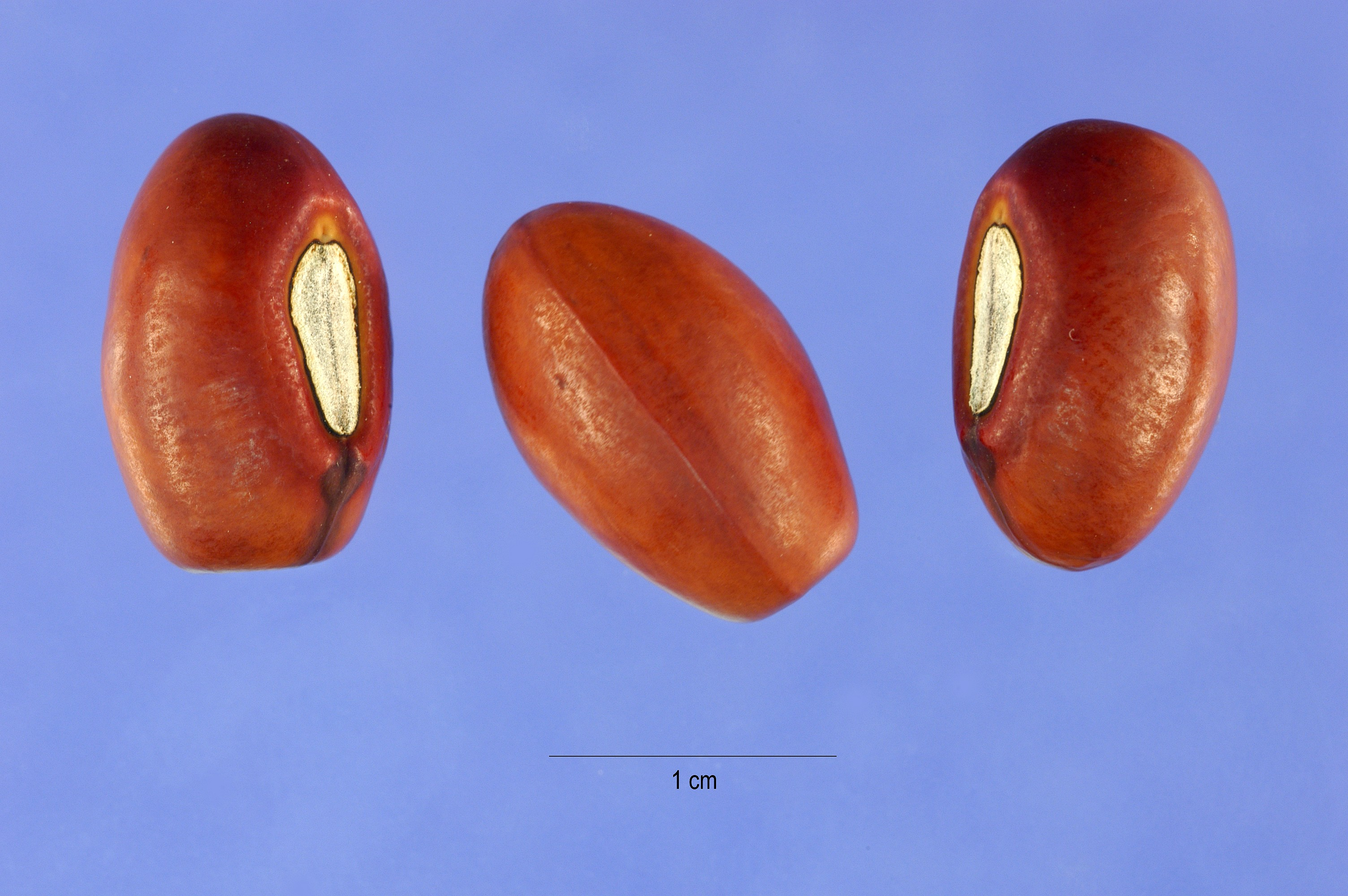
Graines.

## Distribution
L’espèce est originaire de Chine (Fujian, Guangdong, Guangxi, Hainan), Taïwan, du Bangladesh, du Cambodge, d’Inde, d’Indonésie, du Japon (îles Ryukyu), Laos, Malaisie, Myanmar, Philippines, Sri Lanka, Thaïlande, Vietnam ; Australie, îles du Pacifique.
Elle a été introduite dans les régions tropicales, subtropicales et tempérées chaudes : en Afrique et en Amérique centrale, dans les Antilles et l’Amérique du Sud.
Elle est cultivée comme plante ornementale et pour faire des haies vives. Elle s'est naturalisée dans beaucoup de pays tropicaux.

## Écologie
E. variegata croit le mieux dans les plaines tropicales avec des précipitations modérées de 1 000–1 500 mm.
L'espèce préfère les sols sableux, mais croit aussi dans une large gamme de textures et de pH du sol. C'est un arbre qui fixe l'azote, il peut donc tolérer un sol pauvre. C‘est une espèce à croissance rapide dans des conditions favorables, avec une croissance de 1,50 m par an.
Température annuelle moyenne 20–32 °C. Tolère bien la taille. Se multiplie par bouturage et semis de graines.
En Nouvelle-Calédonie, ses fleurs rouges sont très appréciées des roussettes.

## Utilisations

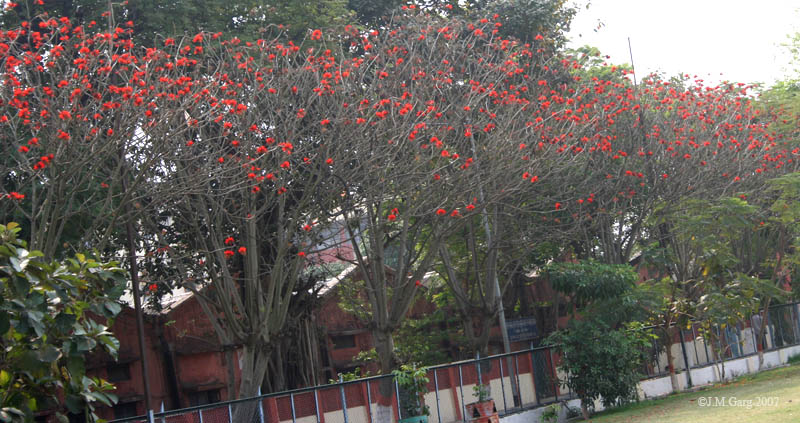
Arbres cultivés, dans le West Bengal, en Inde.

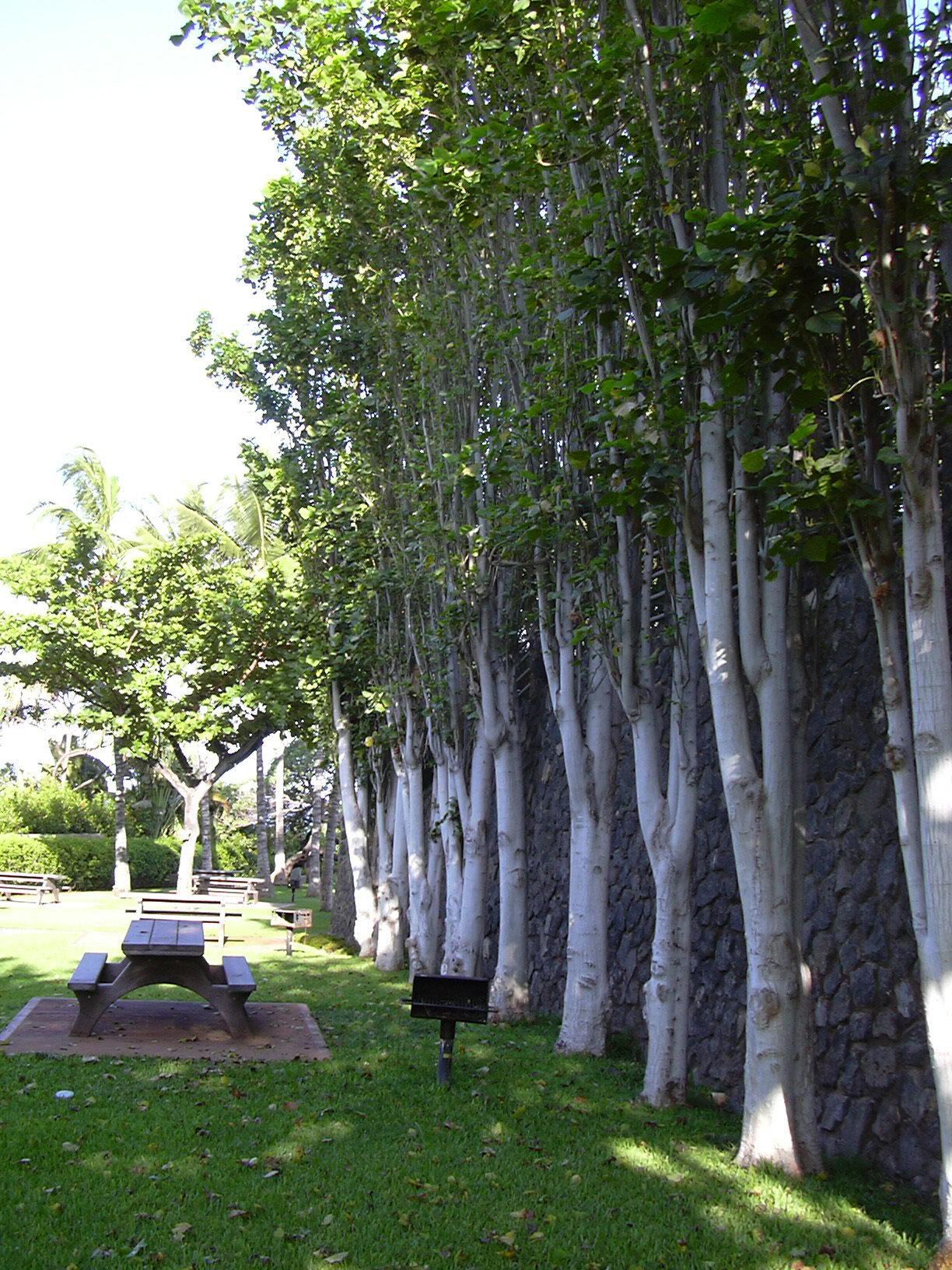
Arbres taillés, à Wailea, à Hawaï.

### Plantation
E. variegata est souvent propagé végétativement pour faire des haies vives, des brise-vents, là où du bétail est présent. De grandes branches de 2 à 3 m sont directement piquées en terre pour faire des boutures. Les arbres sont souvent taillés tous les ans quand ils servent à faire de l’ombre aux plantations ou comme haies. Les feuilles sont mangées par le bétail. Les arbres utilisés pour faire de l’ombre dans les plantations de café, bénéficiant des pratiques culturales associées, peuvent produire chacun jusqu’à 100 kg de fourrage par an. 
En Inde, les agriculteurs les utilisent comme support pour des plantes grimpantes comme la noix de bétel (Piper betel), le poivre noir (Piper nigrum), la vanille (Vanilla planifolia) et l'igname (Dioscorea).  
L’arbre fournit du bois de feu.

### Médecine traditionnelle
La plante contient des alcaloïdes, des glycosides cyanogènes et des saponines, tous toxiques; toutes les parties de l'arbre sont toxiques. Les graines crues sont toxiques et ne peuvent être consommées qu'après cuisson. 
En Chine, Erythrina variegata (刺桐 citong) est utilisé comme plante ornementale et pour le bois ainsi que comme plante médicinale.  Le médecin du XVIe siècle Li Shizhen indique que l’écorce bouillie est utilisée pour « éliminer le choléra, la dysenterie, la gale et les douleurs dues aux vers des dents (caries). Pour laver les yeux avec de l'eau et pour éliminer les rougeurs de la peau (Kai Bao) ». 
La feuille  qui contient des saponines est utilisée comme vermifuge, antisyphilitique, diurétique, emménagogue, lactagogue et laxatif ; jus de feuilles pour les maux d'oreilles, les maux de dents et les vers. L'écorce de tige est utilisée comme analgésique pour l'arthrite, la névralgie et le rhumatisme; aussi comme fébrifuge, cholagogue, expectorant, ophtalmique, hépatique et vermifuge.
En Inde, la plante est utilisée en Ayurveda et Sidha. L’écorce est utilisée pour les convulsions, la paralysie de la langue (avec deux autres plantes) . Le jus des feuilles est mélangé avec du miel et ingéré pour traiter les vers ronds, les vers à fil et les ténias en Inde. Les femmes prennent ce jus pour stimuler la lactation et la menstruation ; il est couramment mélangé avec de l'huile de ricin pour traiter la dysenterie.
Aux Antilles françaises, pour se « réchauffer », on prépare un vin chaud dans lequel macèrent des feuilles d’immortelle auquel on ajoute de la cannelle.

## Symbolique
En Nouvelle-Calédonie, cet arbre est fréquemment implanté au sein des tribus (il est inconnu à l'état sauvage) où il délimite l'espace cérémoniel et borde parfois l'allée centrale.
D’après Tahiti-info « L’arbre à baleines avait une fonction très importante, puisque lorsque sa floraison débutait, en général à la fin du mois de juin, elle coïncidait toujours avec l’arrivée, dans les eaux polynésiennes, des grandes baleines à bosse ».